# 1946-os magyar úszóbajnokság
Az 1946-os magyar úszóbajnokságot – amely a 48. magyar bajnokság volt – augusztusban rendezték meg Budapesten.
Férfi 400 méter gyorson a holtverseny után az első helyezést szétúszással döntötték el.

## Eredmények

### Férfiak
| Versenyszám                           | Arany                                              | Arany   | Ezüst                                                        | Ezüst   | Bronz                                         | Bronz   |
| ------------------------------------- | -------------------------------------------------- | ------- | ------------------------------------------------------------ | ------- | --------------------------------------------- | ------- |
| 100 m gyorsúszás augusztus 19.        | Kádas Géza Egri Barátság                           | 59,8    | Csuvik Oszkár MTK                                            | 1:00,4  | Tátos Nándor Ferencvárosi TC                  | 1:01,0  |
| 200 m gyorsúszás Eger, szeptember 15. | Kádas Géza Egri Barátság                           | 2:19,0  | Kakuk Egri Barátság                                          | 2:20,0  | Oltai Egri Barátság                           | 2:33    |
| 400 m gyorsúszás augusztus 18.        | Tátos Nándor Ferencvárosi TC                       | 4:52,6  | Kádas Géza Egri Barátság                                     | 4:52,6  | Vörös Ferenc BRE                              | 5:10,4  |
| 800 m gyorsúszás augusztus 20.        | Tátos Nándor Ferencvárosi TC                       | 10:18,6 | Vörös Ferenc BRE                                             | 10:54,4 | Somhegyi MAFC                                 | 11:32,0 |
| 1500 m gyorsúszás augusztus 24.       | Tátos Nándor Ferencvárosi TC                       | 21:59,4 | Vörös Ferenc BRE                                             | 22:23,0 | Hasznos István Szolnoki MÁV                   | 23:23,8 |
| 100 m hátúszás augusztus 20.          | Válent Gyula Egri Barátság                         | 1:12,2  | Bánki Szentesi MÁV                                           | 1:17,0  | Benkő Orosháza                                | 1:17,2  |
| 200 m hátúszás Eger, szeptember 15.   | Válent Gyula Egri Barátság                         | 2:42,0  | Sugár Egri Barátság                                          | 2:53,0  | Hasznos István Szolnoki MÁV                   | 2:59,0  |
| 100 m mellúszás augusztus 18.         | Hasznos István Szolnoki MÁV                        | 1:14,4  | Németh Sándor Csepeli MTK                                    | 1:14,6  | Pók Pál Egri Barátság                         | 1:15,4  |
| 200 m mellúszás augusztus 19.         | Németh Sándor Csepeli MTK                          | 2:51,8  | Hasznos István Szolnoki MÁV                                  | 2:52,2  | Fábián Dezső Újpesti TE                       | 2:55,2  |
| 4 × 100 m gyorsváltó augusztus 18.    | Egri Barátság Sugár Kakuk Válent Gyula Kádas Géza  | 4:16,4  | Újpesti TE Gyarmati Gyöngyösi Kőrösi István Szathmáry Elemér | 4:18,0  | MAFC Hámori Somhegyi Gergely Demjén Ottó      | 4:32,4  |
| 4 × 200 m gyorsváltó augusztus 19.    | Egri Barátság Koltai Válent Gyula Kakuk Kádas Géza | 9:48,4  | Újpesti TE Gyarmati Szathmáry Elemér Gyöngyösi Kőrösi István | 9:54,4  | MAFC Hámori I. Hámori II. Gergely Demjén Ottó | 10:22,0 |
| 400 m vegyes váltó augusztus 20.      | Egri Barátság Válent Gyula Pók Pál Kádas Géza      | 5:11,8  | Újpesti TE Szathmáry Elemér Fábián Dezső Kőrösi István       | 5:13,8  | Újpesti TE Gyöngyösi Sárszegi Spliess         | 5:33,2  |

### Nők
| Versenyszám                        | Arany                                                          | Arany      | Ezüst                    | Ezüst  | Bronz                                    | Bronz  |
| ---------------------------------- | -------------------------------------------------------------- | ---------- | ------------------------ | ------ | ---------------------------------------- | ------ |
| 100 m gyorsúszás augusztus 20.     | Székely Éva Újpesti TE                                         | 1:11,4     | Littomeritzky Mária MMUE | 1:13,6 | Novák Éva MMUE                           | 1:14,8 |
| 200 m gyorsúszás augusztus 18.     | Székely Éva Újpesti TE                                         | 2:39,0     | Vámos Adél Újpesti TE    | 2:43,4 | Novák Ilona MMUELittomeritzky Mária MMUE | 2:43,8 |
| 400 m gyorsúszás augusztus 19.     | Vámos Adél Újpesti TE                                          | 5:43,6     | Littomeritzky Mária MMUE | 5:57,5 | Stefán Judit CSMTK                       | 6:25,4 |
| 100 m hátúszás augusztus 19.       | Novák Ilona MMUE                                               | 1:19,8     | Littomeritzky Mária MMUE | 1:31,6 | Felhős Magda MMUE                        | 1:33,0 |
| 100 m mellúszás augusztus 19.      | Székely Éva Újpesti TE                                         | 1:24,6 ocs | Novák Éva MMUE           | 1:27,2 | Somhegyi Zsuzsa CSMTK                    | 1:33,0 |
| 200 m mellúszás augusztus 20.      | Székely Éva Újpesti TE                                         | 3:05,6     | Novák Éva MMUE           | 3:06,4 | Somhegyi Zsuzsa CSMTK                    | 3:19,2 |
| 4 × 100 m gyorsváltó augusztus 18. | MMUE Felhős Magda Tujder Judit Novák Ilona Littomeritzky Mária | 5:05,4 ocs | Újpesti TE Nádor Zsuzsa  |        |                                          |        |
| 400 m vegyes váltó augusztus 25.   | MMUE Novák Ilona Novák Éva Littomeritzky Mária                 | 5:42,8 ocs | CSMTK                    | 6:29,6 | MMUE                                     | 7:17,2 |